# 舍爾舍尼夫卡
48°49′2″N 25°49′9″E / 48.81722°N 25.81917°E
舍爾舍尼夫卡（羅馬化：Shershenivka）是位於烏克蘭西部特諾皮爾州裏喬爾特基夫區的村莊，面積2.92平方公里，海拔高度178米，2001年人口770，人口密度每平方公里263.5人。